# Amerikai Magyar Református Egyház
Az Amerikai Magyar Református Egyház (angolul: Hungarian Reformed Church in America) egy Észak-Amerikában működő, önálló protestáns egyház, amely a helyi  magyar református gyülekezeteket fogja össze.
Az egyház saját zsinattal, püspöki vezetéssel és gyülekezeti hálózattal rendelkezik.

## Története
Az első magyar nyelvű református istentiszteletet az Egyesült Államokban Ács Gedeon tartotta 1851-ben, New Yorkban. Az első magyar református gyülekezetet 1891-ben alapították Clevelandben, Ohióban.
A világháborúk közötti időszakban több magyar protestáns gyülekezet jött létre, amelyek közül sok csatlakozott amerikai protestáns felekezetekhez.
1924-ben Vincze Károly cartereti lelkipásztor nyitotta meg a Független Amerikai Magyar Református Egyház első, alakuló gyűlését Pittsburgh egyik külvárosa templomában. Ezen hét alapító gyülekezet képviselői voltak jelen: Detroit; New Jersey államból Carteret és Perth Amboy; Pennsylvaniából Donora, Duquesne, McKeesport és Scranton.
Az egyház 1958-ban vette fel a mai nevét:  Amerikai Magyar Református Egyház (Hungarian Reformed Church in America).

## Szervezete
Az egyház püspöki rendszerben működik, saját zsinattal és presbitériumokkal. A központja Poughkeepsie városában, New York államban található. Az egyház hivatalos lapja a Magyar Egyház című újság.

## Teológiai alapjai
Az Amerikai Magyar Református Egyház a klasszikus református hitvallásokat követi:
- Apostoli hitvallás
- Heidelbergi káté
- Második Helvét Hitvallás
- Niceai hitvallás

## Nemzetközi kapcsolatok
Az egyház tagja a Magyar Református Egyház közösségének, amely a Kárpát-medencei és a diaszpórában élő magyar reformátusokat fogja össze. Tagja továbbá a World Alliance of Reformed Churches, a Presbyterian and Congregational, a The World Council of Churches és a  National Council of Churches of Christ egyházi szervezeteknek.
Egyes gyülekezetei kapcsolatban állnak más amerikai református egyházakkal is.

## Jelenlegi helyzete
Az egyház 23 gyülekezetet és 11 missziós állomást tart fenn, elsősorban az Egyesült Államok északkeleti részén (New Jersey, Ohio, Pennsylvania, Michigan). Körülbelül 6000 hívőt tartanak nyilván. A szolgálat célja a magyar nyelv és identitás megőrzése a református hit keretein belül.